# Let the Bad Times Roll (canción)
«Let the Bad Times Roll» es una canción de la banda estadounidense de punk rock The Offspring. Es la canción principal de su décimo álbum de estudio del mismo nombre y fue lanzado como segundo sencillo del álbum el 23 de febrero de 2021. El sencillo encabezó la lista de Billboard Mainstream Rock, por lo que es la tercera canción de la banda en hacerlo después de "Gone Away"(1997) y" Coming for You"(2015). También alcanzó el top 10 en Alternative Airplay y alcanzó el puesto 29 en la lista Hot Rock Songs. En el álbum, la canción se repite como una versión modificada en la pista de cierre "Lullaby".

## Antecedentes
Originalmente escrita en 2019, la canción se grabó en 2020 para el décimo álbum de estudio de la banda del mismo nombre. Según el vocalista principal Dexter Holland, la letra de la canción relata los obstáculos sociopolíticos en curso en el momento en que fue escrita. "Siento que estamos en un período único en la historia en el que, en lugar de que nuestros líderes mundiales digan 'estamos haciendo nuestro mejor esfuerzo'", dijo Holland. "Es más como si estuvieran diciendo 'a la mierda', y da mucho miedo".

## Video musical
El video musical de "Let the Bad Times Roll" se estrenó el 25 de marzo de 2021, un mes después de que la canción fuera lanzada como sencillo. Muestra una visión exagerada de la vida durante la cuarentena de COVID-19, con los personajes del video experimentando situaciones extrañas y aterradoras mientras están atrapados en casa. A septiembre de 2021, ha ganado más de 4,6 millones de visitas.

## Posicionamiento en lista
| Lista (2021)                         | Mejor posición |
| ------------------------------------ | -------------- |
| Estados Unidos (Alternative Airplay) | 10             |
| Estados Unidos (Mainstream Rock)     | 1              |

### Sucesión en listas
| Anterior: «Bruised and Bloodied» de Seether | Mainstream Rock Songs — Sencillo Nro 1 22 de mayo de 2021 — 5 de junio de 2021 | Siguiente: «Mercy» de Ayron Jones |

## Personal
- Dexter Holland – vocalista principal, guitarra rítmica
- Noodles – guitarra principal, coros
- Josh Freese – batería, percusión